# باغ سرهنگ طاهری
باغ سرهنگ طاهری، روستایی از توابع بخش مرکزی شهرستان دماوند در استان تهران ایران است.

## جمعیت
این روستا در دهستان ابرشیوه قرار دارد و براساس سرشماری مرکز آمار ایران در سال ۱۳۸۵، جمعیت آن ۲۸ نفر (۱۱خانوار) بوده‌است.